# Rio Feernic
O Rio Feernic é um rio da Romênia, afluente do Târnava Mare, localizado no distrito de Harghita.